# Giovanni Stefano Marucelli
Giovanni Stefano Marucelli (1586 - 1646) foi um pintor italiano do período barroco, nascido em Florença em uma família originária de Espoleto. Ele iniciou sua carreira como aprendiz de Andrea Boscoli, e mais tarde mudou-se para Pisa, onde passou o restante de sua vida profissional.